# Susanne Wiebe
Susanne Wiebe (* 1955 in Stuttgart) ist eine deutsche Modedesignerin. Sie ist bekannt für ihre aufwendigen Modeschauen und Ausstellungen, die häufig in Zusammenarbeit mit befreundeten Künstlern, Schauspielern und Musikern inszeniert werden.

## Leben
Als Kind lebte sie von 1959 bis 1962 in Teheran. Nach ihrer Ausbildung an der Hochschule für bildende Kunst Berlin und ihrem Abschluss als Diplom-Designerin an der Lette-Schule Berlin, arbeitete sie zunächst in Berlin als Pelz- und Lederdesignerin.
Im Jahr 1987 siedelte sie sich in München an und brachte ihre erste eigene Schmuck- und Lederkollektion heraus.
Bekannt geworden ist Susanne Wiebe nicht nur durch ihre internationalen Modeschauen und Messen und Beteiligungen an den internationalen Fashionweeks in Berlin, Paris und London, sondern auch durch ihre jahrzehntelange Zusammenarbeit mit vielen namhaften Künstlern, mit denen sie fortlaufend kreative Projekte, Modeschauen, Ausstellungen und Kunstperformances initiiert. Dazu zählen Anne Jud, Salomé, Alex Majewski, Herbert Weinand, Maximilian Seitz, Franz Hitzler, Thomas Niggl, sowie viele Projekte mit ihrem Lebensgefährten Hans Matthäus Bachmayer, mit dem sie von 1995 bis zu seinem Tod 2013 liiert war und auch Postum Projekte mit ihren gemeinsamen Arbeiten veröffentlicht.
Zu den Olympischen Sommerspielen in Athen 2004 wurde sie zu einer internationalen Modeschau zusammen mit den Designern Claude Montane, Zandra Rhodes und Raffaella Curiel eingeladen.
2019 zeigte sie das Projekt Das tätowierte Leben aus dem Jahr 2001 mit Hannelore Elsner, Hans M. Bachmayer und Alex Majewski nach dem Tod der Schauspielerin erneut für 4 Tage im Ägyptischen Museum München.
Sie gehört zu den Persönlichkeiten der Münchener Kunst- und Kulturszene. Heute lebt und arbeitet Susanne Wiebe zusammen mit dem Kunsthistoriker Dr. Karsten Temme in ihren Ateliers in München und Salzburg, wo sie seit 2017 neben ihrem Stammsitz in München einen Pop-up Store im Hotel Bristol anlässlich der Salzburger Festspiele betreibt.

## Modeschauen und Ausstellungen(Auswahl)
- Art & Fashion (1990)
- Schein und Sein (1998)
- Das getragene Wort (2000)
- Cult Mythos Maske (2002)
- Tätowiertes Leben (2003)
- Modeschau Athen (2004)[7]
- 1st international Fashion Night Metropolis (2006)
- Metrovisions (2007)
- 2nd international Fashion Night Metropolis (2007)
- Mercedes Benz Fashion Week (2008)
- Mercedes Benz Fashion Week (2009)
- Mercedes Benz Fashion Week (2010/11)
- Munich Fashion Opening Night Audi (2010)
- Munich Fashion Opening Night Bayerischer Hof (2011)